# لیک سیتی (جورجیا)
لیک سیتی، جورجیا (به انگلیسی: Lake City, Georgia) یک شهر در ایالات متحده آمریکا با جمعیت ۲٬۶۱۲ نفر است که در جورجیا واقع شده‌است.

## موقعیت جغرافیایی
موقعیت جغرافیایی شهرها و مناطق اطراف به شرح زیر است: